# Black Marble
Black Marble is een Amerikaans muziekproject dat in 2012 werd opgericht in Brooklyn (New York). Het wordt geleid door elektronische muzikant Chris Stewart en was voorheen bij Ty Kube van Team Robespierre.

## Geschiedenis
Black Marble begon in 2012 met het uitbrengen van de ep Weight Against the Door bij Hardly Art. Ook in 2012 bracht Black Marble haar eerste volledige album Different Arrangement uit bij Hardly Art. Deze werken werden door Leo Neufeld van de Miami New Times beschreven als 'throwbacks to the cold-wave genre'. In 2016 bracht Black Marble haar tweede volledige album It's Immaterial uit. Het werd uitgebracht bij Ghostly International. Het album markeerde het vertrek van Ty Kube uit het project en de verhuizing van Chris Stewart van de oost- naar de westkust. Op 25 juli 2019 kondigde de band aan dat hun derde studioalbum Bigger Than Life op 25 oktober zou verschijnen via Sacred Bones Records. De eerste single daarvan, One Eye Open, werd samen met de aankondiging uitgebracht. In oktober 2019 onthulde Black Marble de videoclip van hun nieuwste albumnummer Private Show.

## Discografie

### Studioalbums
- 2012: A Different Arrangement (Hardly Art)
- 2016: It's Immaterial (Ghostly International)
- 2019: Bigger Than Life (Sacred Bones Records)

### Ep's
- 2012: Weight Against the Door (Hardly Art)